# Célestin Oliver
Pour les articles homonymes, voir Oliver.
Célestin Oliver est un footballeur et entraîneur français, né le 12 juillet 1930 à Mostaganem, en Algérie, et mort le 5 juin 2011 dans le 8e arrondissement de Marseille,. Comptant 5 sélections en équipe de France entre 1953 et 1958, il participa à la Coupe du monde 1958 en Suède où « les Bleus » terminèrent 3e.

## Biographie

### Parcours en club
Célestin Oliver arrive à Sedan, club évoluant en Division 2, avec son frère Christian Oliver en provenance de Mostaganem, en 1953. Il joue au poste d'inter ou demi. Avec les Ardennais, il accède en Division 1 en 1955, puis remporte la Coupe de France en 1956.
En 1958, il rejoint Marseille où il reste trois saisons.
Il joue ensuite à Angers en 1961, puis termine sa carrière de footballeur professionnel à Toulon, en 1963-1964.
Il devient alors entraîneur-joueur en championnat de France amateur (CFA), au SSMC Miramas d'abord puis au SM Caen pendant cinq ans (il dispute 15 matchs de Division 2 lors de la saison 1970-1971, à 40 ans). Alors qu'il raccroche définitivement les crampons, il est recruté comme entraîneur par le prestigieux Stade de Reims, en Division 1, où il est écarté avant la fin de la première saison. Un peu plus tard, il assure deux saisons comme entraîneur en Division 2, à l'US Boulogne puis au SC Toulon.

### Parcours en sélection
En amateur, il participe au tournoi des Jeux olympiques de 1952 à Helsinki, comme attaquant.
International dès 1953, il prend part aux phases éliminatoires des mondiaux de 1954 et 1958. Il est ensuite sélectionné en équipe de France pour la Coupe du monde 1958, sans toutefois participer à l'épopée des Bleus.

### Reconversion
Devenu professeur d'EPS, il crée la section sport-études football du collège Grande Bastide à Marseille, championne de France à trois reprises et qui sera la pépinière d'une vingtaine de professionnels dont Éric Cantona, Thierry Gros, Christophe Galtier, Patrick Blondeau, Cédric Carrasso et les frères Gavanon. Il est chevalier de l'ordre des Palmes académiques.

## Palmarès de joueur
- International français A de 1953 à 1958 (5 sélections et 3 buts marqués)
- 3e de la Coupe du monde en 1958 avec la France
- Vainqueur de la Coupe de France en 1956 avec l'UA Sedan-Torcy
- Vainqueur de la Coupe Drago en 1955 avec l'UA Sedan-Torcy.
- Champion de France D2 en 1955 avec l'UA Sedan-Torcy.
- Vainqueur du Challenge des champions en 1956 avec l'UA Sedan-Torcy.